# カルロ・アリオーニ

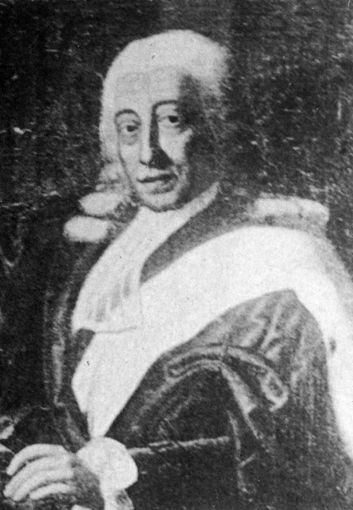
カルロ・アリオーニ

カルロ・ルドヴィーコ・アリオーニ（Carlo Ludovico Allioni、1728年9月23日 -  1804年7月30日）は、18世紀のイタリアの医師、植物学者である。

## 生涯
サボイア公、ヴィットーリオ・アメデーオ2世の医療アドバイザーの息子に生まれた。トリノ大学で医学を学び、1747年に卒業した。はじめ臨床に専念し、ヴィットーリオ・アメデーオ3世の主侍医の地位を得るが、博物学、特に植物学に興味を移し、植物学の研究、著作で知られるようになった。
バルトロメーオ・ジュゼッペ・カッシア（Bartolomeo Giuseppe Caccia）に学び、ヴィタリアーノ・ドナチ（Vitaliano Donati）とともに27歳の1755年に『ペデモンテの稀少植物』（Rariorum Pedemontii stirpium）を出版した。ペデモンテなどの植物を系統的に研究し、いくつかの知られていない植物を紹介したこの著書によってリンネなどの植物学者の注目を集めた。
1758年に18世紀前半にペデモンテに流行した粟粒熱に関する研究の成果""Tractatio de milliarum origine, progressu, natura et curatione"を発表した。
1760年に、トリノ大学の植物学の教授になった。アリオーニはカール・フォン・リンネによって考案された二名法のシステムを支持し、「ペデモンテのリンネ」と称された。1763年にドナチが没した後、トリノ植物園の園長を継ぎ、植物園を教育目的から植物の研究のための組織に改組した。自然史博物館の館長も兼務し、植物園の種の数を317から4,500に増やした。
主著は、1785年に出版された『ペデモンテの植物』（Flora Pedemontana, sive enumeratio methodica stirpium indigenarum Pedemontii）で、2巻の文章と1巻の図譜からなり、2,813の植物の薬効を記述し、237種の新種が含まれた。ヨーロッパの重要な植物書の一つと評価され、国際的な評判を得た。1789年にAuctarium ad Floram Pedemontanaを出版し、150種を補完した。
1801年以降、多くのヨーロッパの科学アカデミーの名誉会員に任じられ、トリノ王立科学アカデミーの会計責任者を務めた。
動物学、地質学や化石の研究にも関心を持ち、6,000あまりの鉱物、岩石、化石、昆虫のコレクションを作ったが、アリオーニの没後、ほとんどが売却され、失われた。アリオーニの約11,000の植物標本は弟子のジョヴァンニ・バッティスタ・バルビス（Giovanni Battista Balbis）によって購入され、バルビスの没後はフランスの植物学者、マチュー・ボナフー（Matthieu Bonafous）の所有になり、後にトリノの農学アカデミーに寄付された。
オシロイバナ科の属、Allionia に命名されている。

## 著書
- Flora Pedemontana, sive, Enumeratio methodica stirpium indigenarum Pedemontii (1755)
- Auctarium ad floram Pedemontanam cum notis et emendationibus (1789)
- Stirpium praecipuarum littoris et agri Nicaeensis Enumeratio methodica cum Elencho aliquot anirnalium ejusdem maris  (1757)